# Sadat (miniserie televisiva)
Sadat è una miniserie televisiva statunitense in 2 puntate trasmesse per la prima volta nel 1983.
È una miniserie del genere biografico a sfondo storico con Louis Gossett Jr., John Rhys-Davies e Madolyn Smith Osborne incentrata sulla vita e la morte del terzo presidente egiziano, Anwar Sadat, interpretato da Gossett che per il ruolo ottenne una nomination per un Emmy Award e un Golden Globe.

## Produzione
La miniserie fu prodotta da Daniel H. Blatt e Robert Singer per Blatt-Singer Productions, Centerpoint Productions, Columbia Pictures Television e Operation Prime Time e girata nel deserto di Chihuahua e a Città del Messico in Messico. Le musiche furono composte da Charles Bernstein.

## Distribuzione
La miniserie fu trasmessa negli Stati Uniti in due parti dal 31 ottobre 1983 in syndication distribuita dalla Columbia Pictures Television attraverso il consorzio Operation Prime Time.